# ان‌جی‌سی ۴۶۵۱
ان‌جی‌سی ۴۶۵۱ (انگلیسی: NGC 4651) نام یک کهکشان در صورت فلکی گیسو است.